# Орден Восточной Республики Уругвай
Орден Восточной Республики Уругвай — высшая государственная награда Восточной Республики Уругвай.

## История
Орден был учрежден в соответствии с Указом № 15529 от 2 марта 1984 года в период управления государством военной диктатурой с целью вознаграждения иностранных граждан за выдающийся вклад в развитие республики Уругвай. от 13 марта 1985 года с приходом к власти гражданской администрации орден был отменен.

## Степени
Орден состоит из шести классов:
- Цепь
- Большой крест
- Перевязь
- Командор
- Офицер
- Кавалер

## Описание
Знак ордена — золотой прямой крест синей эмали с каймой белой эмали. Между перекладин креста сияющие штралы в виде двугранных лучиков с раздвоенным концом (ласточкин хвост). В центре креста наложен государственный герб в цветных эмалях, ниже которого лента белой эмали с надписью: «ORDEN DE LA REPUBLICA».
Знак при помощи кольца крепится к орденской ленте.
Звезда ордена восьмиконечная, формируемая пучками выпуклых разновеликих лучиков, расположенных пирамидально. В центре звезды наложен знак ордена без штралов.
 Лента ордена шёлковая муаровая двухцветная: белого и синего.